# Opeongo River
Opeongo River är ett vattendrag i Kanada.   Det ligger i provinsen Ontario, i den sydöstra delen av landet, 180 km väster om huvudstaden Ottawa.
Runt Opeongo River är det mycket glesbefolkat, med 3 invånare per kvadratkilometer.